# Praia de Provetá
Provetá é uma praia localizada na Ilha Grande em Angra dos Reis, município do estado do Rio de Janeiro. Nela se encontra a Vila de Provetá com cerca de 1500 habitantes. A atividade predominante na vila é a pesca.

## Ligações Externas
- Vila de Provetá - Ilha Grande